# Filip Hlevnjak
Filip Hlevnjak (Koprivnica, 5 agosto 2000) è un calciatore croato, difensore dello Slaven Belupo.

## Carriera

### Club
Cresciuto nella squadra croata dello Slaven Belupo.

## Statistiche

### Presenze e reti nei club
Statistiche aggiornate al 2 marzo 2024.
| Stagione             | Squadra              | Campionato           | Campionato | Campionato | Coppe nazionali | Coppe nazionali | Coppe nazionali | Coppe continentali | Coppe continentali | Coppe continentali | Altre coppe | Altre coppe | Altre coppe | Totale | Totale |
| Stagione             | Squadra              | Comp                 | Pres       | Reti       | Comp            | Pres            | Reti            | Comp               | Pres               | Reti               | Comp        | Pres        | Reti        | Pres   | Reti   |
| -------------------- | -------------------- | -------------------- | ---------- | ---------- | --------------- | --------------- | --------------- | ------------------ | ------------------ | ------------------ | ----------- | ----------- | ----------- | ------ | ------ |
| 2019-gen. 2020       | Slaven Belupo        | 1. HNL               | 0          | 0          | CC              | 0               | 0               | -                  | -                  | -                  | -           | -           | -           | 0      | 0      |
| gen.-giu. 2020       | Sesvete              | 2. HNL               | 2          | 0          | CC              | 0               | 0               | -                  | -                  | -                  | -           | -           | -           | 2      | 0      |
| 2020-2021            | Sesvete              | 2. HNL               | 23         | 2          | CC              | 1               | 0               | -                  | -                  | -                  | -           | -           | -           | 24     | 2      |
| Totale Sesvete       | Totale Sesvete       | Totale Sesvete       | 25         | 2          |                 | 1               | 0               |                    | -                  | -                  |             | -           | -           | 26     | 2      |
| 2021-2022            | Slaven Belupo        | 1. HNL               | 5          | 0          | CC              | 0               | 0               | -                  | -                  | -                  | -           | -           | -           | 5      | 0      |
| 2022-2023            | Slaven Belupo        | 1. HNL               | 15         | 0          | CC              | 4               | 1               | -                  | -                  | -                  | -           | -           | -           | 19     | 1      |
| 2023-2024            | Slaven Belupo        | 1. HNL               | 13         | 0          | CC              | 1               | 0               | -                  | -                  | -                  | -           | -           | -           | 14     | 0      |
| Totale Slaven Belupo | Totale Slaven Belupo | Totale Slaven Belupo | 33         | 0          |                 | 5               | 1               |                    | -                  | -                  |             | -           | -           | 38     | 1      |
| Totale carriera      | Totale carriera      | Totale carriera      | 58         | 2          |                 | 6               | 1               |                    | -                  | -                  |             | -           | -           | 64     | 3      |